# Guevork Vartanián
Guevork Andréievich Vartanián (en ruso: Гево́рк Андре́евич Вартаня́н, en armenio: Գևորգ Անդրեևիչ Վարդանյան; Rostov del Don, Unión Soviética, 17 de febrero de 1924 - Moscú, Rusia, 10 de enero de 2012) fue un agente de inteligencia soviético y el principal responsable del fracaso de la Operación Weitsprung, planificada por Ernst Kaltenbrunner bajo las órdenes de Adolf Hitler y liderada por Otto Skorzeny, la cual fue un intento de asesinato de los líderes Aliados Stalin, Churchill y Roosevelt durante la Conferencia de Teherán de noviembre de 1943.
Vartanián aún no había cumplido 16 cuando ingresó a los servicios. En 1955 se graduó en el Instituto de Lenguas Extranjeras de Ereván. Su padre también fue un agente de inteligencia soviético quien a partir de 1930 trabajó en Persia (actual Irán) durante 23 años bajo la cobertura de un rico comerciante. 

## Operación Weitsprung
En 1942, Adolf Hitler decidió lanzar la operación. Luego de una cuidadosa planificación y deliberación bajo la supervisión personal del Jefe de la Oficina Central de Seguridad del Reich (RSHA) Ernst Kaltenbrunner, Hitler envió a su agente de operaciones especiales, Otto Skorzeny, junto con otros seis hombres a reunirse en Teherán y llevar a cabo la operación. El plan implicaba la captura o asesinato de Iósif Stalin, Winston Churchill y Franklin Roosevelt.
La primera sospecha sobre el atentado planeado provino del agente de inteligencia soviético Nikolai Kuznetsov, que operaba bajo el alias del Oberleutnant de la Wehrmacht Paul Siebert, en la Ucrania ocupada por los nazis. Kuznetsov logró que un oficial de las SS borracho llamado Ulrich von Ortel le comentara acerca del plan. Si bien la fecha planeada no pudo ser determinada, sí se pudo confirmar que la operación estaba en marcha.
De acuerdo a Vartanian, en 1940 recibió la orden de reclutar agentes, tras lo cual él y siete reclutas identificaron a un grupo de espías nazis. De todos modos, en el otoño de 1943, se les asignó una tarea diferente, la seguridad de la próxima conferencia. Seis operadores de radio alemanes habían sido enviados a Teherán como un equipo de avanzada del intento de asesinato. Vartanian y sus hombres localizaron el lugar donde se ocultaba la unidad de comando. A partir de ese momento los mensajes de radio a Berlín fueron interceptados por las inteligencias soviética y británica. Sin embargo, uno de los alemanes logró enviar un mensaje codificado alertando a sus superiores de que se encontraban bajo vigilancia. La operación fue desestimada y el grupo principal liderado por Skorzeny no llegó a ir a Teherán.

## Últimos años
Fue condecorado como Héroe de la Unión Soviética. Su identidad se mantuvo en secreto hasta 2000, cuando finalmente recibió el reconocimiento por haber detenido el complot de asesinato. 
Guevork Vartanián falleció a los 87 años en Moscú, el 27 de enero de 2012. El primer ministro de Rusia Vladímir Putin asistió al funeral y presentó sus respetos a  Goar, viuda de Vartanian. El Presidente de Rusia Dmitri Medvédev también expresó sus condolencias a familiares y amigos, y describió a Vartanian como un «un legendario agente de inteligencia, un genuino patriota de su país, una brillante y extraordinara persona... Tomó parte en extraordinarias operaciones, que permanecerán en la historia de los servicios de inteligencia rusos. Su muerte es una irreparable perdida para su familia y para todos aquellos que lo conocieron y apreciaron a este legendario hombre».
También presentaron sus condolencias el presidente de Armenia Serzh Sargsyan, el primer ministro de Armenia Tigran Sargsyan y el presidente de la República de Nagorno Karabaj Bako Sahakyan.